# Cathedra Petri

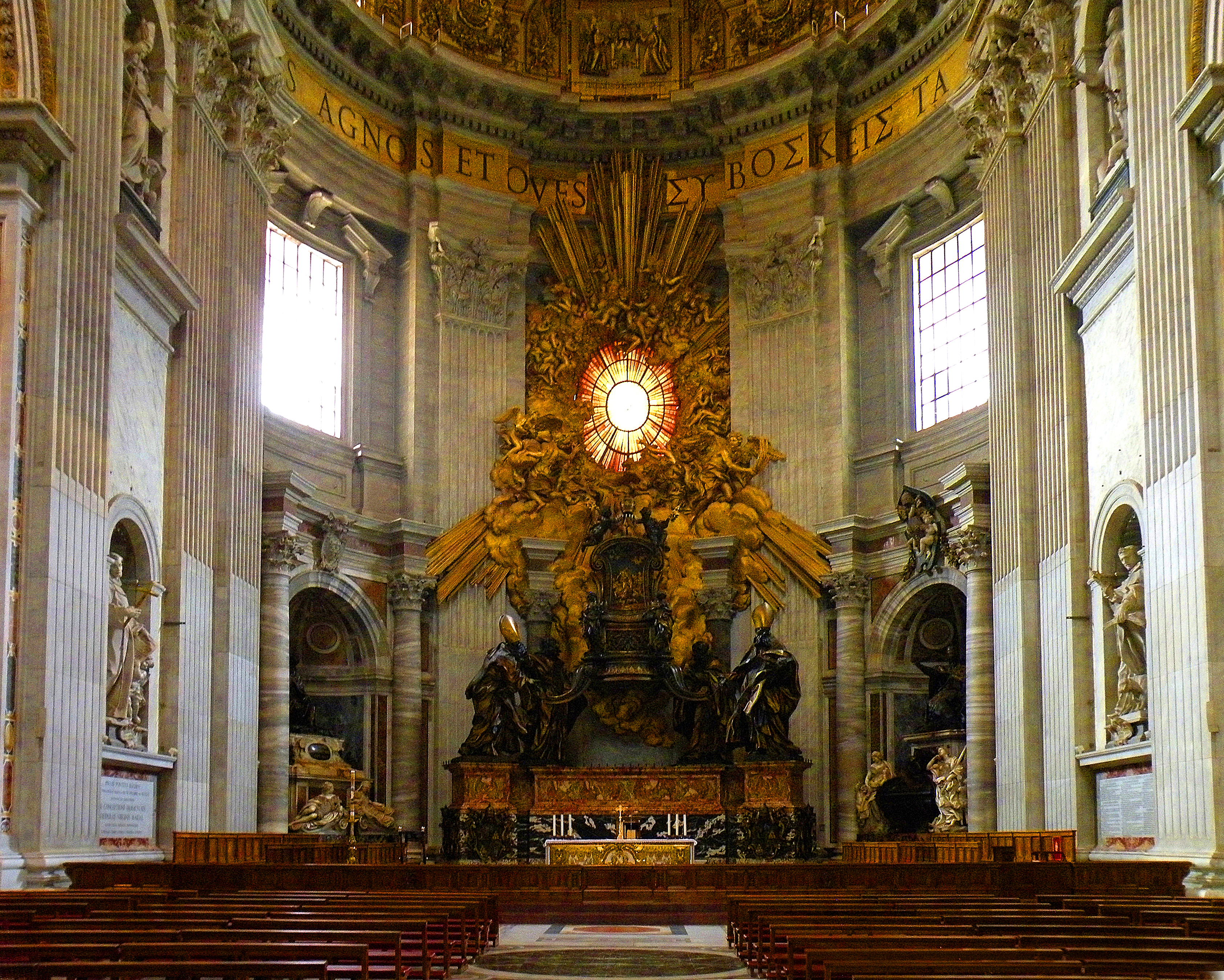
De Cathedra Petri, gezien vanaf achter het hoogaltaar van de Sint-Pietersbasiliek

De Stoel van Sint-Pieter (Latijn: Cathedra Petri) is een reliek dat bewaard wordt achter in de Sint-Pietersbasiliek in Vaticaanstad. Het reliek bestaat uit de houten cathedra (d.w.z. bisschopszetel) die de apostel Petrus volgens de overlevering gebruikte als bisschop van Rome. De cathedra wordt bewaard in een bronzen reliekhouder, ontworpen door Gian Lorenzo Bernini en uitgevoerd tussen 1647 en 1653.

## De stoel van Petrus
Een stoel in Rome werd al in de derde eeuw als de stoel waarop Petrus werkelijk had gezeten vermeld. In het Carmen adversus Marcionitas ("Gedicht tegen de volgelingen van Marcion"), dat toegeschreven wordt aan de kerkvader Tertullianus (ca. 160 - ca. 230), maar waarschijnlijk uit de vijfde eeuw dateert, heet het:

Hāc cathedrā, Petrus quā sēderat ipse, locātum
māxima Roma Līnum prīmum consīdere iussit.
(Op deze stoel, waarop Petrus zelf gezeten had,
liet het grote Rome Linus als eerste zitten.)
—  Tertullianus, Quintus Septimus Florens (1954). Carmen aduersus Marcionem (ed. R. Willems). Brepols, Turnhout, v. 276-277.

In De Katholieke Encyclopaedie van 1909 speculeerde Anton de Waal nog over de ouderdom van de stoel en de mogelijkheid dat de stoel waarop Petrus had gezeten al direct na zijn sterven in 77 een geliefkoosde herinnering zou zijn geweest.
Een wetenschappelijk onderzoek in 1977, geleid door James Lees-Milne en een commissie van deskundigen en priesters, heeft echter aangetoond dat de stoel van een latere datum is. Op verzoek van paus Paulus VI werd in dat jaar de schrijn geopend. De commissie stelde enkel vast dat de stoel "oud" was en dat de schrijn driehonderd jaar lang niet was geopend. Het natuurkundig onderzoek sloot vervolgens iedere illusie over een verband tussen stoel en apostel uit: C14-datering liet zien dat het hout van de stoel afkomstig is van een boom die na 800 nog groeide. Vandaag de dag wordt — ook door het Vaticaan zelf — aangenomen dat de houten troon waarschijnlijk aan de paus geschonken werd door de Heilig-Roomse keizer Karel de Kale, bij diens bezoek aan Rome in 875.

## De reliekhouder van Bernini
Net als de middeleeuwse reliekhouders heeft de barokke schrijn voor de Cathedra Petri de vorm van een stoel. De cathedra lijkt te zweven boven het altaar in de apsis van de basiliek, verlicht door een centraal getint venster.
Aan weerszijden van de stoel staan vier beelden van de kerkvaders van oost en west, (links) Athanasius, Ambrosius en (rechts) Johannes Chrysostomus en Augustinus. Achter de stoel is het rijkelijk versierd met goudkleurig beeldhouwwerk met onder andere engelen. In het midden zit een raam met een duif, dat de Heilige Geest uitbeeldt. Eromheen zijn stralen. Dit geheel is ontworpen door Gian Lorenzo Bernini en uitgevoerd van 1647 tot 1653.
Boven het altaar en Bernini's reliekhouder staat in zwarte letters op een gouden fries (aan de linkerkant) een Latijnse en (aan de rechterkant) een Griekse inscriptie, die verwijst naar de herderlijke functie van Petrus als bisschop van Rome:

Ō pāstor Ecclēsiae, tū omnēs Christī pāscis agnōs et ouēs.
(O herder van de Kerk, gij weidt alle lammeren en schapen van Christus.)

Σὺ βόσκεις τὰ ἀρνία, σὺ ποιμαίνεις τὰ πρόβατα Χριστοῦ.
(Gij weidt de lammeren, gij laat de kudde van Christus grazen.)

## Het feest van Sint-Pieters-Stoel
Zoals vroege martyrologieën (d.w.z. lijsten van martelaren en hun feestdagen) aantonen, waren er oorspronkelijk twee liturgische feesten die verband hielden met de stoel van Sint-Pieter: 18 januari en 22 februari. Uit het zesde-eeuwse Martyrologium Hieronymianum blijkt dat het feest op 18 januari verband hield met Petrus' bisschopsambt in Rome, en dat op 22 februari met zijn verblijf in Antiochië. Beide feesten waren nog opgenomen in de Tridentijnse kalender van 1568 met de rang van duplex. In zijn herziening van 1604 verhief paus Clemens VIII beide feesten tot de nieuwe rang duplex majus.
In 1960 verwijderde paus Johannes XXIII het feest van Sint-Pieters-Stoel van 18 januari van de heiligenkalender, samen met zeven andere feestdagen die een tweede feest waren voor een heilige of mysterie. De viering op 22 februari werd nog steeds toegestaan als een feest van de tweede klasse. Deze kalender werd opgenomen in het Romeins Missaal van 1962 van paus Johannes XXIII, waarvan paus Benedictus XVI het gebruik toeliet in zijn motu proprio Summorum Pontificium. Traditionele katholieken die de veranderingen van paus Johannes XXIII niet aanvaarden houden nog steeds beide feestdagen in ere.

## Trivia
In de parochie Sint-Pieters-Voeren staat een Sint-Pieters-Stoelkerk. Ook andere parochiekerken, zoals die van het Zuid-Franse dorp Cambayrac, zijn aan Sint-Pieters-Stoel gewijd.
In de basiliek van de H.H. Agatha en Barbara in Oudenbosch staat een gipsen kopie van de cathedra Petri.